# Trolejbusy w Birmingham
Trolejbusy w Birmingham – zlikwidowany system trolejbusowy w mieście Birmingham, stolicy regionu West Midlands w Anglii, w Wielkiej Brytanii. Został uruchomiony 27 listopada 1922 r. i uzupełniał funkcjonujący w mieście system tramwajowy.
Na tle pozostałych, nieistniejących już systemów trolejbusowych w Wielkiej Brytanii, system w Birmingham był średniej wielkości, mimo że Birmingham był zarówno wówczas, jak i współcześnie drugim pod względem liczby mieszkańców miastem Anglii. System składał się z 5 linii i maksymalnie 78 trolejbusów. Został zlikwidowany stosunkowo wcześnie, gdyż już 30 kwietnia 1951 r.
Do dziś nie zachował się prawdopodobnie żaden z dawnych birminghamskich trolejbusów.